# 125 Brick Lane

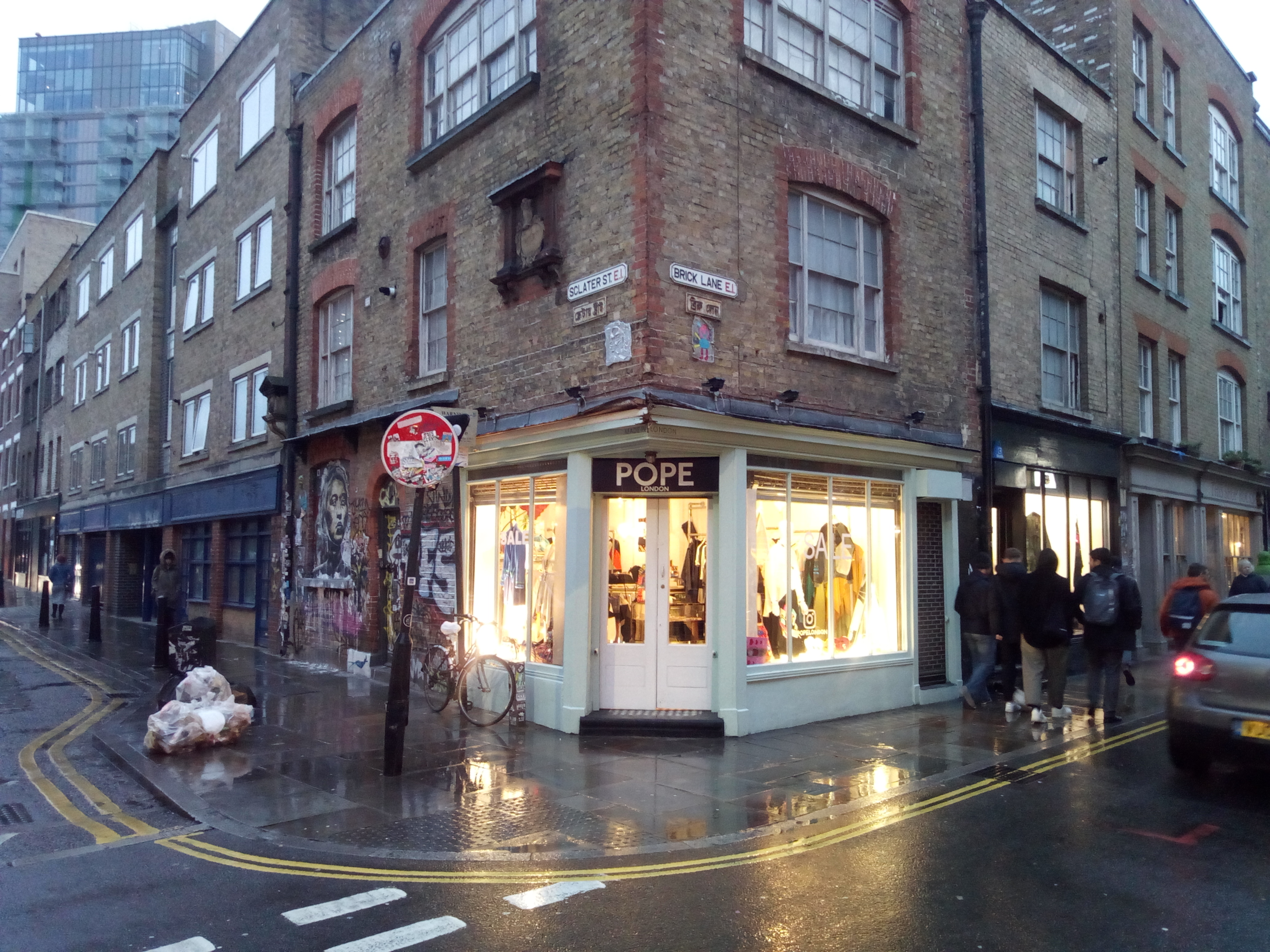
Zustand im Jahr 2018

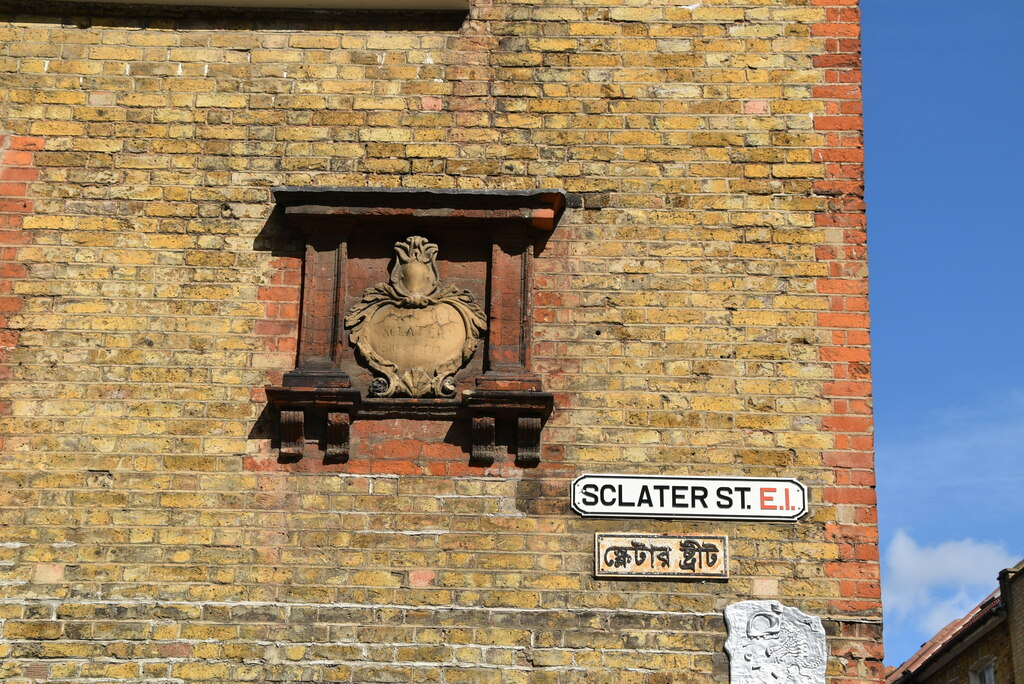
Die Kartusche mit Inschrift

125 Brick Lane ist die Adresse eines denkmalgeschützten (Grade II) Bauwerks in London. Das Geschäftshaus ist ein Eckgebäude und hat Fassaden zur Brick Lane und zur Sclater Street. 

## Beschreibung
Im ersten Stock des aus Backsteinen errichteten Gebäudes befindet sich an der Fassade zur Sclater Street hin eine Marmorkartusche in einem Ziegelrahmen, der eine kleine Ädikula bildet. Die Inschrift „Here is Sclater Street 1717“ ist noch lesbar. Das Bauwerk ist unter der Nummer 1065731 als Einzeldenkmal gelistet und liegt im Bereich der Conservation Area Brick Lane and Fournier Street. Es gehörte einst einer Familie namens Slaughter.

## Geschichte
Die Brick Lane bestand schon im 16. Jahrhundert und ist nach den Ziegeleibetrieben benannt, die sich um die Lehmgruben im Bereich der Bethnal Green Road ansiedelten. Ausgebaut wurde die Gegend jedoch erst ab der zweiten Hälfte des 17. Jahrhunderts, wobei die Familie Wheler, der ein Großteil des Landes westlich der Brick Lane gehörte, eine wichtige Rolle spielte. Mit der Ankunft zahlreicher Hugenotten zu Beginn des 18. Jahrhunderts etablierten sich im Bereich der Spitalfields viele Seidenwebereien. Nach dem Churches Act von 1711 wurde die Gegend mit neuen Kirchenbauten versorgt. Der Brick-Lane-Markt entwickelte sich im 18. Jahrhundert zu einer wichtigen Absatzmöglichkeit für landwirtschaftliche Produkte aus der Umgebung. Die 1679 von Joseph Truman angekaufte Brauerei wurde im Laufe der Jahre zu einer der größten Brauereien Londons. Im 19. Jahrhundert wanderten zahlreiche Juden aus Osteuropa und Russland ein, was der Gegend zu geschäftlichem und kulturellem Aufschwung verhalf. Die heutige Moschee der Brick Lane, einst als christliche Kirche gebaut und zeitweise von Methodisten genutzt, wurde in dieser Zeit zu einer Synagoge umfunktioniert. Die Verkehrsanbindung des Gebiets wurde im 19. Jahrhundert verbessert. Unter anderem wurde damals die Commercial Street angelegt und eine Eisenbahnverbindung geschaffen. Ab 1838 wurde John Braithewaites Eisenbahnviadukt errichtet, dessen Überreste heute als die drittältesten der Welt gelten, 1875 der Bahnhof Liverpool Street eröffnet. Ab der Mitte des 20. Jahrhunderts wanderte ein großer Teil der jüdischen Bewohnerschaft in andere Gegenden wie etwa Golders Green und Hampstead Garden ab. Zuzügler aus Bangladesch bevölkerten ab den 1970er Jahren das Gebiet. Trumans Brauerei schloss 1988 und wurde später zum Kulturzentrum. Die Conservation Area entwickelte sich zu einem Touristenmagneten; Brick Lane wurde 2006 für den Great-Street-Award vorgeschlagen. 
Die meisten Gebäude der Conservation Area sind drei- oder vierstöckig und legen als Handwerker- und Geschäftsbauten oder ehemalige Pubs Zeugnis von der Geschichte dieser Straßenzüge ab; viele der Häuser in der Gegend der Sclater Street bzw. der Kreuzung Sclater Street und Cheshire Street stammen aus dem 18. Jahrhundert, weisen aber Fassaden auf, die im 19. Jahrhundert neu gestaltet wurden. Das Bauwerk 125 Brick Lane wurde 1778 erneuert, möglicherweise für den Destillateur Daniel Dellacort. In den oberen Stockwerken wurden Werkstätten für Weber eingerichtet. Das Haus besitzt wie die meisten Gebäude dieser Gegend Ladenflächen im Erdgeschoss. Es markiert mit seiner Plakette eine Ecke des Anwesens der Familie Slaughter. 1809 war das Gebäude im Besitz eines Möbelschreiners namens Richard White.